# Oberwart Gunners
El Oberwart Gunners, conocido por motivos de patrocinio como Unger Steel Gunners Oberwart, es un club austríaco de baloncesto profesional de la ciudad de Oberwart que compite en la Admiral Basketball Bundesliga, la máxima categoría del baloncesto en Austria. Disputa sus encuentros como local en el Sporthalle Oberwart, con capacidad para 2500 espectadores.

## Nombres
- UBC Stahlbau (hasta 2004)
- Macabido Gunners (2004-2007)
- Gunners (2007-2012)
- Redwell Gunners Oberwart (2012-)

## Resultados en la Liga Austríaca
| Temporada | División | Liga                          | Posición | Play-Offs        | Competición Europea |
| --------- | -------- | ----------------------------- | -------- | ---------------- | ------------------- |
| 2010–11   | 1        | Admiral Basketball Bundesliga | 2        | Campeones        | –                   |
| 2011–12   | 1        | Admiral Basketball Bundesliga | 5        | Cuartos de final | –                   |
| 2012–13   | 1        | Admiral Basketball Bundesliga | 5        | Subcampeones     | –                   |
| 2013–14   | 1        | Admiral Basketball Bundesliga | 7        | Cuartos de final | –                   |
| 2014–15   | 1        | Admiral Basketball Bundesliga | 7        | Cuartos de final | -                   |
| 2015–16   | 1        | Admiral Basketball Bundesliga | 2        | Campeones        | -                   |
| 2016–17   | 1        | Admiral Basketball Bundesliga | 1        | Subcampeones     | -                   |
| 2017–18   | 1        | Admiral Basketball Bundesliga | 7        | -                | -                   |
| 2018–19   | 1        | Admiral Basketball Bundesliga | 2        | -                | -                   |
| 2019–20   | 1        | Admiral Basketball Bundesliga | 4        | -                | -                   |
| 2020–21   | 1        | Admiral Basketball Bundesliga | 6        | -                | -                   |
| 2021–22   | 1        | Admiral Basketball Bundesliga | 3        | -                | -                   |

## Palmarés
- Admiral Basketball Bundesliga
  - Campeón (2): 2011, 2016
  - Subcampeón: 1997, 1998, 2005, 2007, 2008, 2013

- Copa de baloncesto de Austria
  - Campeón (5): 1995, 1999, 2005, 2016, 2021
  - Subcampeón: 2004, 2022

- Supercopa de baloncesto de Austria
  - Subcampeón: 2005

- 2.Bundesliga
  - Campeón: 1995

## Jugadores destacados
| - Michael Diesner - Georg Florian - David Hasenburger - David Jandl - Filip Kramer - Christoph Nagler - Carlos Novas - Hannes Ochsenhofer - Paul Radakovics - Bernd Volcic - Mario Primorac - Vladimir Radovanovic - Titus Channer - Ivan Djerman - David Grbesic - Ivan Kartelo - Marko Moric - Ivan Siriscevic - Milan Stegnjaic - Ivo Tomasovic - Lorenzo Valera - Jani Hiltunen | - Yao Schaefer-Tsahe - Gunnar Steffen - Clivo Righi - Samo Grum - Nikola Gacesa - Zoran Krstanović - Zivko Misiraca - Bogic Vujosevic - David Slezak - Mikael Hermansson - Erik McAllister - Adam Boone - Seamus Boxley - Rakeem Buckles - Domonique Crawford - Mark Davis - Mario Edwards - Darnell Gant - David Gonzalvez - Charles Gosa - Christopher Gradnigo - Brooks Hall | - Vernard Hollins - Byron Joynes - Gabe Knutson - Marqus Ledoux - Jonathan Levy - Abe Lodwick - J.J.Mann - Terry Martin - Brian Myers - Anthony Paez - Kelvin Parker - Derrick Patterson - Anthony Pieper - Shawn Ray - Drake Reed - Tony Rutland - Tyrone Sally - Chris Scott - Marcus Stout - Turner Trofholz - Devon Wade - Armond Williams | - Terrance Woodbury - Jasmon Youngblood - Sammy Zeglinski - David Kramer - Irvin Karabegovic - Emir Mujcinovic - Esmir Rizvic - Corey Muirhead - Andrew Hunter - Zoran Cvjetkovic - Zdenek Kos - Roman Kramer - James Cammaert - Jason Detrick - Kerry McIntyre - Joe Dean Shaw - B.J.Monteiro - Jeff Bonds - Richard Chaney - Darnell Hinson |